# Discestra farnhami
Discestra farnhami là một loài bướm đêm trong họ Noctuidae.